# Strafrechtelijke aansprakelijkheid van rechtspersonen
Met de strafrechtelijke aansprakelijkheid of verantwoordelijkheid van rechtspersonen wordt verwezen naar de mogelijkheid om rechtspersonen te vervolgen voor een door hen gepleegd misdrijf. De specifieke invulling ervan verschilt naargelang het rechtsstelsel.

## België

### Historiek
Lange tijd werd aangenomen dat rechtspersonen geen misdrijven kunnen plegen en aldus niet kunnen worden vervolgd en strafrechtelijk veroordeeld aangezien rechtspersonen wettelijke ficties zijn en geen mensen van vlees en bloed. Dit werd samengevat in de Latijnse leuze societas non delinquere potest (rechtspersonen kunnen geen misdrijven plegen). Het misdrijf werd toegerekend aan een natuurlijk persoon die handelde voor rekening van de rechtspersoon. Deze toerekening geschiedde ofwel wettelijk (waarbij de wet zelf de strafrechtelijk aansprakelijke aanduidde), rechterlijk (waarbij de rechter een aansprakelijke aanduidde in zijn vonnis) of contractueel. Dit druiste echter sterk in tegen de logica van het Belgisch strafrecht, dat een schuldstrafrecht is. Om aan dit gebrek tegemoet te komen, werd middels de wet van 4 mei 1999 de autonome strafrechtelijke aansprakelijkheid van rechtspersonen ingeschreven in artikel 5 van het Strafwetboek. Dit artikel werd meermaals gewijzigd.

### Huidig recht
Thans luidt het basisprincipe: societas delinquere et puniri potest (rechtspersonen kunnen misdrijven plegen en gestraft worden).
Een rechtspersoon is onder het huidig recht aansprakelijk voor misdrijven die ofwel intrinsiek verband houden met de verwezenlijking van zijn (statutair en wettelijk) doel of belangen, ofwel voor zijn rekening zijn gepleegd.
Onder rechtspersoon wordt hier verstaan:
- tijdelijke en stille handelsvennootschappen
- vennootschappen bedoeld in art. 2, §4, lid 2 W. Venn.
- handelsvennootschappen in oprichting
- burgerlijke vennootschappen die niet de vorm van een handelsvennootschap hebben aangenomen.

Dat de rechtspersoon strafrechtelijk aansprakelijk wordt gesteld, sluit niet uit dat de betrokken natuurlijke persoon ook niet strafrechtelijk aansprakelijk is.
Hierbij moet worden opgemerkt dat deze kwalificatie van strafrechtelijk aansprakelijke rechtspersonen niet is aangepast aan het nieuwe ondernemingsbegrip van Wetboek van Economisch Recht of aan het Wetboek van Vennootschappen.

#### Straffen
Voor alle misdrijven (d.w.z. voor misdaden, wanbedrijven en overtredingen) kunnen de volgende straffen worden opgelegd:
- de geldboete
- de Bijzondere verbeurdverklaring.

Voor misdaden en wanbedrijven:
- de ontbinding van de rechtspersoon: enkel indien de rechtspersoon werd opgericht met de bedoeling misdrijven te plegen
- het verbod een werkzaamheid uit te voeren die deel uitmaakt van het maatschappelijk doel
- de sluiting van een of meerdere inrichtingen
- bekendmaking of verspreiding van de veroordeling door bijvoorbeeld het vonnis aan te plakken.

Belangrijk is dat tegen publieke rechtspersonen (m.a.w. staatsorganen zoals de federale overheid, gemeenten etc.) enkel de loutere schuldigverklaring kan worden uitgesproken.